# アドンソン・シャロウ
アドンソン・シャロウ（Adonson Shallow、1986年8月17日 - ）はセントビンセント・グレナディーンの男子陸上競技選手。専門はやり投、砲丸投、円盤投、ハンマー投。
現在4つの投てき競技でセントビンセント・グレナディーンの国内記録を保持している。

## 自己ベスト
- 砲丸投 - 18m57  (2010年5月28日、グリーンズボロ)
- 円盤投 - 59m77  (2010年5月1日、ナッキトッシュ)
- ハンマー投 - 70m41  (2013年4月19日、ハモンド)
- やり投 - 60m97  (2010年5月14日、アーリントン)